# 石原立也
石原 立也（いしはら たつや、1966年7月31日 - ）は、日本の男性アニメーター、アニメーション演出家、アニメーション監督。京都府舞鶴市出身。京都アニメーション取締役。

## 来歴
大阪デザイナー専門学校卒業後、京都アニメーションに入社。入社して数年はアニメーターとして活動する。
その後、1992年に『ドラえもん』の第1169話「役立つもの販売機」で初演出し、それを境に演出に転向。当初は京都アニメーションの業務形態が下請け中心だったため、TVアニメの監督経験の無い期間が長かったが、同会社が元請け制作に乗り出したことをきっかけに2005年『AIR』にてテレビシリーズ初監督を務める。
2006年には『涼宮ハルヒの憂鬱』の監督を手がけ、第6回東京アニメアワードや第11回アニメーション神戸で優秀作品賞を受賞。同年秋からは『Kanon』『CLANNAD』『CLANNAD 〜AFTER STORY〜』と毎年一作品ずつ、Key原作のアニメーション化を監督した。

## 人物
TVアニメ版の監督を務めた『AIR』『Kanon』『CLANNAD』の原作を制作した「Key」のファンである。
平野綾が台本の裏に落書きした『ねこマン』のメジャーデビューに一役買ったり、『CLANNAD』の台詞から同作品のインターネットラジオ『渚と早苗のおまえにレインボー』の題名を提案したりと、劇中のフレーズや制作現場で自然発生的に生まれたものに目を付ける事が多い。
フラッシュバックの演出を用いることが多い。

## 参加作品

### テレビアニメ

#### 監督作品
2005年
- AIR [監督　OP・ED絵コンテ・演出　1.6.12話.総集編.特別編前編.後編絵コンテ・演出(6話の絵コンテは武本康弘と共同)　9話絵コンテ]

2006年
- 涼宮ハルヒの憂鬱 [監督　OP絵コンテ・演出　2話脚本・絵コンテ・演出　10話脚本　14話絵コンテ・演出]
- Kanon [-2007年、監督　OP・ED絵コンテ・演出　1.24話絵コンテ]

2007年
- CLANNAD [-2008年、監督　OP絵コンテ・演出　1.4話絵コンテ・演出　8話絵コンテ(石立太一と連名)]

2008年
- CLANNAD 〜AFTER STORY〜 [-2009年、監督　OP・ED絵コンテ・演出　1話.総集編絵コンテ・演出　22話絵コンテ(山田尚子と共同)]

2009年
- 涼宮ハルヒの憂鬱(2009年新作分) [団長代理(総監督)　16.22話絵コンテ・演出 24話脚本]

2011年
- 日常 [監督　前期・後期OP絵コンテ・演出　1話絵コンテ・演出 13話脚本]

2012年
- 中二病でも恋がしたい！ [監督　1.2話絵コンテ　OP絵コンテ・演出 ソフト特典映像絵コンテ・演出]

2014年
- 中二病でも恋がしたい!戀　[監督　1話絵コンテ・演出　2話絵コンテ　OP絵コンテ・演出]

2015年
- 響け!ユーフォニアム　[監督　OP絵コンテ・演出　2話絵コンテ・演出　4話絵コンテ(山田尚子と連名)]

2016年
- 無彩限のファントム・ワールド　[監督　OP絵コンテ・演出　9話絵コンテ]
- 響け!ユーフォニアム2　[監督　OP絵コンテ・演出　1話絵コンテ・演出]

2021年
- 小林さんちのメイドラゴンS　[監督　OP絵コンテ・演出　1話12話絵コンテ・演出　2,4,6話絵コンテ]

2024年
- 響け!ユーフォニアム3　[監督 OP絵コンテ・演出 2話13話絵コンテ・演出]

#### 絵コンテ・演出など
1979年
- ドラえもん [-2005年、1169.1260.1276話絵コンテ]

1987年
- ミスター味っ子 [-1989年、動画]

1988年
- 美味しんぼ [動画　動画検査]

1989年
- チンプイ [-1991年、動画]

1990年
- 江戸っ子ボーイ がってん太助 [原画]
- 21エモン [動画]

1991年
- チエちゃん奮戦記 じゃりン子チエ [原画]

1992年
- クレヨンしんちゃん [1992年-、動画]

1994年
- 中崎タツヤ スーパーギャグシアター [作画]
- 覇王大系リューナイト [-1995年、12話絵コンテ]

1995年
- ふしぎ遊戯 [19話演出]

1996年
- 赤ちゃんと僕 [6.11.12.16.21.23話絵コンテ・演出]

1997年
- 天地無用! [3.8.13.18.23話絵コンテ・演出]
- はいぱーぽりす [2.18.22.24話絵コンテ・演出]
- ポケットモンスター [-2002年、128話絵コンテ・演出]

1998年
- 魔法のステージファンシーララ [2話絵コンテ]

1999年
- パワーストーン [6.14.22話絵コンテ・演出　26話演出]

2000年
- 犬夜叉 [-2004年、3.15.20.30.48.53.58.63.73.78.83.88.93.98.103.113.118.123.153.158.163話絵コンテ・演出(15話の絵コンテは川瀬敏文と共同)　13.44.105話絵コンテ　11.26.34.39.43.108.146話演出]
- OH!スーパーミルクチャン [2.5.8.10絵コンテ・演出　11話演出]

2003年
- あたしンち [-2009年、149.150.161.162話絵コンテ・演出　135.136話絵コンテ]
- フルメタル・パニック? ふもっふ [8話絵コンテ・演出]

2007年
- らき☆すた [5.11話絵コンテ・演出]

2009年
- けいおん! [アドバイザー　OP絵コンテ・演出　6.12話絵コンテ・演出(12話の絵コンテは山田尚子と連名)　12話原画]

2010年
- けいおん!! [アドバイザー　前期OP絵コンテ・演出　後期OP演出（山田尚子と連名）　2話絵コンテ・演出　17.20話絵コンテ]

2013年
- たまこまーけっと [12話絵コンテ・演出（コンテは山田尚子と連名） 7話演出(石立太一と連名)]
- 境界の彼方 [6話絵コンテ（小川太一と連名）]

2014年
- Free!-Eternal Summer- [10話絵コンテ]
- 甘城ブリリアントパーク [3話絵コンテ・演出]

2017年
- 小林さんちのメイドラゴン [10話絵コンテ]

2023年
- ツルネ -つながりの一射- [4話絵コンテ・演出]

### 劇場アニメ
1993年
- クレヨンしんちゃん アクション仮面VSハイグレ魔王 [動画]

1994年
- ウメ星デンカ 宇宙の果てからパンパロパン! [原画]

1996年
- 新きまぐれオレンジ☆ロード capricious orange road そして、あの夏のはじまり [演出]

2002年
- ドラえもん のび太とロボット王国 [OP絵コンテ・演出（石原達也名義）]

2010年
- 涼宮ハルヒの消失 [総監督　絵コンテ]

2011年
- 映画けいおん! [絵コンテ（山田尚子と連名）・演出（山田尚子、内海紘子と連名）・スーパーバイザー]

2013年
- 小鳥遊六花・改 劇場版 中二病でも恋がしたい! [監督　絵コンテ・演出]

2014年
- 南の島のデラちゃん（「たまこラブストーリー」同時上映） 絵コンテ・演出

2016年
- 映画 聲の形　スペシャルサンクス
- 劇場版 響け!ユーフォニアム〜北宇治高校吹奏楽部へようこそ〜 [監督  絵コンテ・演出]

2017年
- 劇場版 響け!ユーフォニアム〜届けたいメロディ〜 [総監督・絵コンテ・演出]

2018年
- 映画 中二病でも恋がしたい!-Take On Me- [監督・絵コンテ・演出]
- リズと青い鳥 [監修・演出]

2019年
- 劇場版 響け!ユーフォニアム〜誓いのフィナーレ〜 [監督・絵コンテ]

2023年
- 特別編 響け!ユーフォニアム〜アンサンブルコンテスト〜 [監督・絵コンテ・演出]

2025年
- 小林さんちのメイドラゴン さみしがりやの竜 [監督]

### OVA
1991年
- しあわせってなあに [チーフディレクター　作画監督]

1993年
- KO世紀ビースト三獣士II [3話演出]

1995年
- ヤマトタケル 〜After War〜 [2話絵コンテ・演出]

1996年
- マスターモスキートン [2話絵コンテ・演出]

1997年
- 二匹の猫と元気な家族 [監督]

1998年
- サクラ大戦 桜華絢爛 [3話演出]
- Dancing Blade かってに桃天使! [監督　演出]

1999年
- Dancing Blade かってに桃天使!II 〜Tears of Eden〜 [監督　演出]

2011年
- 日常の0話 [監督　絵コンテ]

### その他
2012年
- 京都アニメーションCM 「行きたくなるお店編」 [絵コンテ・演出]

2021年
- ドラマCD 「響け！ユーフォニアム」5th Anniversary Disc 〜きらめきパッセージ〜 [監修]
- 京都アニメーションCM 「明治編」 [絵コンテ・演出]